# Marilyn Lands
Marilyn Lands ist eine US-amerikanische Politikerin der Demokratischen Partei des Bundesstaates Alabama. Im März 2024 wurde Lands in einer Nachwahl im 10. Wahlbezirk im Raum von Huntsville und Madison in das Repräsentantenhaus Alabamas gewählt.

## Leben
Die Eltern zogen nach Huntsville, als Marilyn Lands zwei Jahre alt war. Sie arbeitete zunächst in der Luftfahrtindustrie und dann im Bankwesen, bevor sie sich als lizenzierte Psychotherapeutin niederließ.

## Politik
Marilyn Lands hatte sich auch in der Wahlkampfkampagne des Republikaners Mike Ball eingesetzt.
Lands Wahlbezirk hatte bei den Wahlen in den Vereinigten Staaten 2020 für den demokratischen Kandidaten in der Senatswahl Doug Jones, aber auch den republikanischen Kandidaten in der Präsidentschaftswahl Donald Trump gestimmt.
Bei der Wahl 2022 unterlag Marilyn Lands dem Republikaner David Cole mit 7 Prozent Abstand. Nachdem Cole sich des Wahlbetruges schuldig bekennen musste, da er in einem Wahlbezirk angetreten war, in dem er nicht lebte, und zurücktrat, kam es 2024 zur Nachwahl. Lands trat in der Nachwahl gegen den republikanischen Kandidaten Teddy Powell an. Ihre Kampagne konzentrierte sich auf das Recht auf Familienplanung, einschließlich Schwangerschaftsabbrüche und Künstliche Befruchtung. Sie gewann die Nachwahl vom 26. März 2024 mit 62,4 Prozent der Stimmen.